# Tatiana Huezo

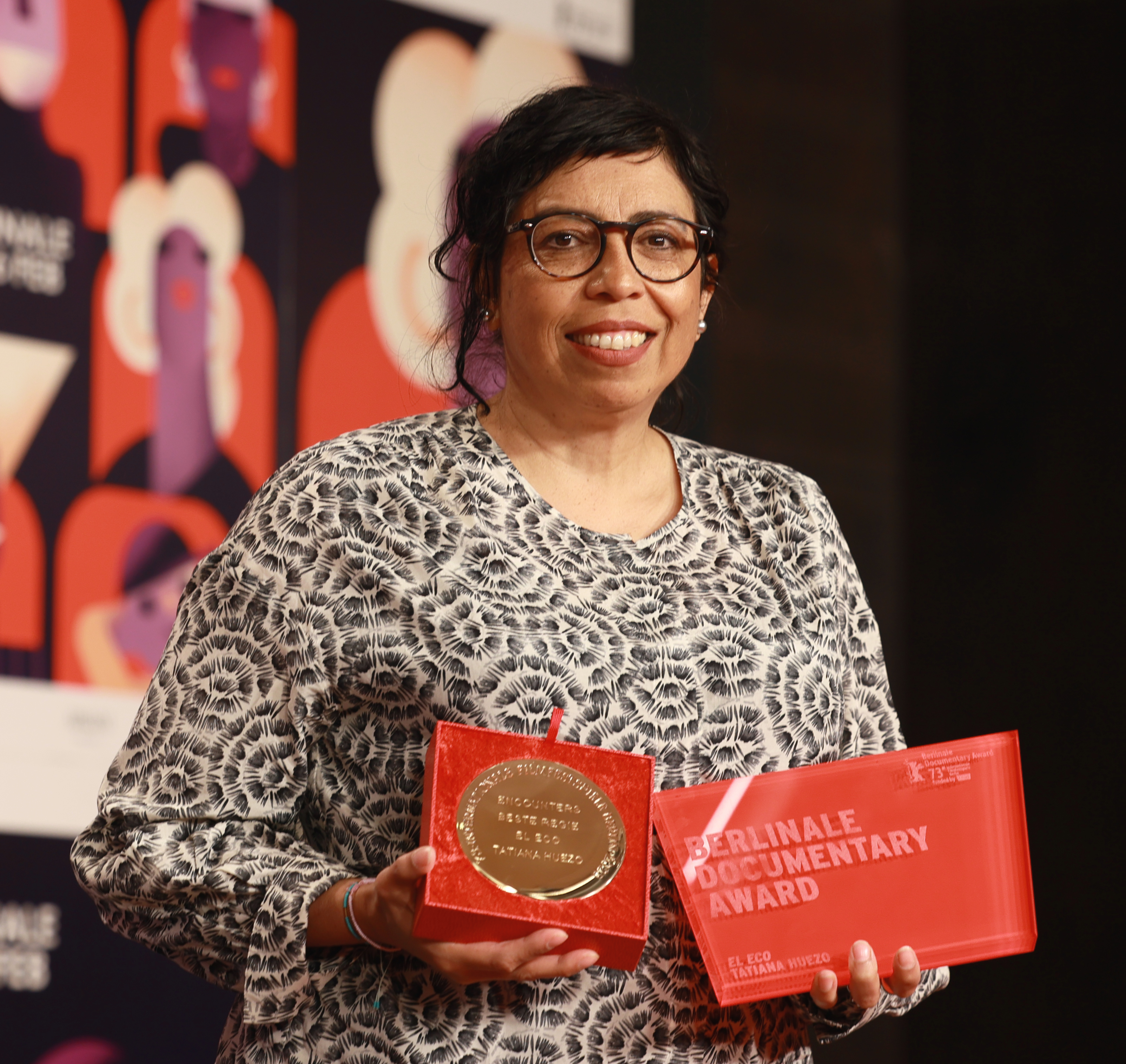
Tatjana Huezo bei der Berlinale 2023 mit dem Dokumentarfilmpreis

Tatiana Huezo (*  9. Januar 1972 in San Salvador) ist eine salvadorianisch-mexikanische Filmemacherin.

## Leben und Werke
Tatiana Huezo wurde 1972 in San Salvadors Hauptstadt El Salvador geboren. Sie studierte am Centro de Capacitación Cinematográfica in Mexiko-Stadt und machte einen Master in Kreativem Dokumentarfilm an der Pompeu-Fabra-Universität in Barcelona. Nach ihren ersten Kurzfilmen wie Arido (1992), Familia (2004) oder Sueño (2005) stellte sie 2011 bei Visions du Réel ihren ersten Langfilm El lugar más pequeño vor, eine Dokumentation über den Bürgerkrieg in El Salvador, die bei dem Festival mit dem Grand Prix ausgezeichnet wurde.
Ihr Film Stürmisches Land feierte 2016 bei der Berlinale seine Weltpremiere und wurde beim Premio Ariel vierfach ausgezeichnet. Sie unterrichtete zudem Filmwissenschaften und schrieb das Buch El viaje... Rutas y caminos andados para llegar a otro planeta, in dem acht Dokumentarfilmer und Dokumentarfilmerinnen von ihrer kreativen Arbeit berichten.
Im Juli 2021 stellte sie ihr Spielfilmdebüt Feuernacht (Noche de fuego) in Cannes vor. Im September 2021 kam der Film in die mexikanischen Kinos. Feuernacht wurde von Mexiko als Beitrag für die Oscarverleihung 2022 in der Kategorie Bester Internationaler Film eingereicht. Inhaltlich zeigt der Film den täglichen Kampf der Mädchen in Mexiko gegen Entführung und Vergewaltigung.
Im Jahr 2023 wurde ihr Dokumentarfilm Das Echo in den Wettbewerb Encounters der Berlinale aufgenommen. Er erhielt den mit 40.000 Euro dotierten und vom Rundfunk Berlin-Brandenburg (rbb) gestifteten Dokumentarfilmpreis und den Preis für die Beste Regie in der Sektion Encounters.

## Filmografie
- 1997: Tiempo caustico (Kurzfilm, auch Kamera)
- 2001: El ombligo del mundo (Kurzfilm, auch Drehbuch und Kamera)
- 2011: El lugar más pequeño (Dokumentarfilm, auch Drehbuch)
- 2015: El aula vacía (Dokumentarfilm)
- 2015: Ausencias (Dokumentarkurzfilm)
- 2016: Stürmisches Land (Tempestad, Dokumentarfilm, auch Drehbuch)
- 2021: Feuernacht (Noche de fuego, auch Drehbuch)
- 2023: Das Echo (El eco, Dokumentarfilm)

## Auszeichnungen (Auswahl)
Internationale Filmfestspiele Berlin
- 2023: Auszeichnung mit dem Berlinale Dokumentarfilmpreis (Das Echo)
- 2023: Auszeichnung für die Beste Regie in der Sektion Encounters (Das Echo)[5]

Internationale Filmfestspiele von Cannes
- 2021: Lobende Erwähnung beim Prix Un Certain Regard (Feuernacht)[6]

London Film Festival
- 2021: Nominierung für den Sutherland Award im First Feature Competition (Feuernacht)[7]

Palm Springs International Film Festival
- 2012: Auszeichnung mit dem John Schlesinger Award (El lugar más pequeño)
- 2018: Nominierung für den FIPRESCI-Preis als Bester fremdsprachiger Film (Stürmisches Land)

Premio Ariel
- 2012: Auszeichnung in Silber für den Besten Langdokumentarfilm (El lugar más pequeño)
- 2012: Nominierung als Bester Debütfilm für den Silbernen Ariel (El lugar más pequeño)
- 2016: Auszeichnung in Silber für den Besten Kurzdokumentarfilm (Ausencias)
- 2017: Auszeichnung in Silber für die Beste Regie (Stürmisches Land)
- 2017: Auszeichnung für den Besten Langdokumentarfilm (Stürmisches Land)
- 2017: Nominierung als Bester Film (Stürmisches Land)
- 2017: Nominierung für den Silbernen Ariel für das Beste Drehbuch (Stürmisches Land)
- 2017: Nominierung für den Besten Filmschnitt (Stürmisches Land)[8][9]

San Sebastián International Film Festival
- 2021: Auszeichnung mit dem Horizons Award (Feuernacht)
- 2021: Auszeichnung mit dem TVE Otra Mirada Award (Feuernacht)[10]

Viennale
- 2011: Auszeichnung mit dem Leserpreis vom Standard (El lugar más pequeño)[11]

Visions du Réel
- 2011.: Auszeichnung mit dem Interreligious-Prize (El lugar más pequeño)
- 2011: Auszeichnung mit dem Grand Prix (El lugar más pequeño)

Zurich Film Festival
- 2021: Nominierung für das Golden Eye als Bester internationaler Spielfilm (Feuernacht)[12]

## Publikation
- Tatiana Huezo: El viaje... Rutas y caminos andados para llegar a otro planeta. Centro de Capacitación Cinematográfica, Mexiko. ISBN 978-84-615-8533-5